# La Redención del Pueblo
La Redención del Pueblo: periódico republicano federal va ser una publicació reusenca, fundada per Josep Güell i Mercader el 1868 d'ideologia republicana federal.

## Contextualització
Amb la revolució de setembre de 1868, es va obrir un curt però intens període de llibertat d'impremta que va permetre i potenciar el debat ideològic i la lliure circulació de premsa. Una de les característiques més importants d'aquesta etapa va ser l'aparició i la consolidació definitiva dels partits polítics com a nuclis de sociabilitat, un grup humà que s'agrupava per afinitat ideològica (o personal) amb voluntat d'incidir públicament i que tendia a teixir una complexa i rica vida social al voltant del partit per mitjà del casal o el cafè on es reunien, de les tertúlies, dels mítings, i també de la premsa de partit, el periòdic que en feia de portaveu. En concret, mitjançant la premsa pròpia, els militants o simpatitzants més actius del partit podien discutir temes polítics, atiar polèmiques, suggerir canvis en l'orientació ideològica o criticar els rivals.

## Origen
El reusenc Güell i Mercader, afiliat al Partit Republicà federal de Castelar, al caliu de la Revolució de 1868, quan va desaparèixer el Boletín Oficial de la Junta Revolucionaria de Reus, va iniciar la publicació de La Redención del Pueblo. Al prospecte de presentació diu que venen a defensar la república democràtica federal: "Creemos con entera fe, que la república democrática federal es la única forma de gobierno que garantiza de una manera estable y definitiva la libertad y los derechos del pueblo". Güell i Mercader, que segons l'historiador Pere Anguera no acostumava a pecar mai de modèstia, deia que La Redención del Pueblo havia estat fundada exclusivament per ell al novembre de 1868, quan va deixar de publicar-se el Boletín Oficial de la Junta Revolucionaria, i que tant el prospecte com l'article programa van ser redactats per ell.

## Història
Es publicava durant la seva primera època, que va durar des del novembre de 1868 fins al setembre de 1869, dos cops per setmana, els dijous i els diumenges. Aquesta etapa es caracteritzava pel contingut revolucionari i anticlerical del periòdic, i pel combat satíric dels dogmes religiosos. Va ser molt polèmic el fet de tractar de «llegenda fal·laç» la tradició reusenca sobre l'aparició a una pastoreta de la Mare de Déu de Misericòrdia. Quan hi va haver la revolta federal de 1869 la publicació va ser clausurada i no va poder tornar a sortir fins al 1871. Aquesta segona època, que va aparèixer amb el suport econòmic de Pere Bové, Felip Font, Jaume Padró i Antoni Estivill, s'iniciava a l'agost de 1871, i seguia publicant-se bisetmanalment, però a partir de l'1 de setembre d'aquell any es va convertir en diari. El subtítol, en aquesta segona època, que es va acabar el 30 d'agost de 1874 per suspensió governativa, va ser periódico democrático republicano. En tot aquest període polemitzà fortament amb el Diario de Reus. Va tenir encara una tercera època que va començar l'octubre de 1890 fins al desembre d'aquell mateix any.
La primera època del periòdic va acabar, segons Güell i Mercader, el primer d'octubre de 1869, quan a Reus l'alcalde Antoni Soler i Clariana va proclamar la República Federal des del balcó de l'ajuntament, i el governador civil va suspendre la publicació.
La clausura del periòdic a l'any 1874 va ser causada per no fer efectiva una multa imposada pel govern civil. Va ser substituït de forma gairebé immediata pel diari El Clamor del Pueblo, el qual poc després, també va ser clausurat i reemplaçat a finals de 1874 per Las Circunstancias, una de les capçaleres per excel·lència del republicanisme reusenc i català, que es va publicar en el decurs de 62 anys, fins al 1936.

### Tercera època
La tercera època del diari, iniciada l'agost de 1889, dirigida per Pere Pelfort i més endavant pel manresà Maurici Fius, va ser causada per unes discussions ideològiques entre el Comitè republicà històric de Reus i Las Circunstancias, sobre si s'havia de fer coalició amb els republicans federals o amb els liberal-dinàstics i els conservadors. La Redención del Pueblo del dia 13 d'agost, el número 1 de la tercera època, deia en una nota signada pel president del comitè Joan Vilella Llauradó: «Este comité pone en conocimiento de todos sus correligionarios, que habiendo acordado destituir del cargo de director de Las Circunstancias a don Teodoro Salvadó, y a causa de haber este señor opuesto dificultades acerca de la propiedad de dicho periódico, ha dispuesto publicar La Redención del Pueblo (3a época) y declarar a esta publicación órgano del partido en esta ciudad, retirando a Las Circunstancias en el caso de que siguiera publicándose, toda representación del partido». Quan les desavinences es van arreglar, pel mes de desembre de 1890, van comportar la desaparició definitiva de La Redención del Pueblo.

## Ideologia
En la declaració «Nuestro programa», al primer número, diuen que és una publicació republicana federal, perquè consideren que és la fórmula més fàcil per a vèncer la dictadura militar i el centralisme. Demanen llibertat d'impremta i de tribuna, de reunió i d'associació, d'ensenyança, l'abolició dels títols científics, llibertat de cultes i estat ateu sense que es subvencioni cap religió. Volien també el sufragi universal, l'abolició de l'esclavitud, la representació de les colònies a les Corts, la reducció de l'exèrcit i l'abolició de les quintes. Defensaven la llibertat de comerç, donant suport al lliurecanvisme enfront del proteccionisme, demanaven el judici per jurats, el desestancament del tabac i de la sal i la permanència de la Milícia Nacional mentre faci falta un cos armat per mantenir la democràcia. En aquest mateix número, Joaquim Maria Bartrina en un article titulat «Las dos tiranías» comenta que s'ha fet la revolució més gran, amb una doble victòria contra «la tiranía del monarca y la tiranía del clero».
La publicació tenia un gran contingut teòric, amb constants defenses a la república contra els rumors alarmistes que corrien per la ciutat, amb la total confiança de què el poble és republicà. Sensibilitzava a la gent amb els drets de reunió, d'associació i d'impremta, i animava als republicans de cor a recórrer els pobles de la comarca defensant els ideals republicans, fent reunions als cafès i a les places. Bartrina insistia en aquesta lluita per la república i deia que amb ella es podia aconseguir la unitat ibèrica amb Portugal.
El Diario de Reus va polemitzar amb La Redención, moltes vegades, acusant-los d'ateus i d'intransigents, amb respostes esmolades de Güell.

## Aspectes tècnics
La Redención del Pueblo apareixia amb un format de quatre pàgines a quatre columnes i mida gran foli. Va canviar diverses vegades d'impressor, primer Francesc Vidiella, després Tosquellas i Zamora i també la Imprenta Reusense, d'Esteve Pàmies.
Oferia informació local i política en les seves pàgines, i articles d'opinió de contingut fortament ideològic. Tenia corresponsals a les principals poblacions de la província. A partir de 1873 va fer un seguiment exhaustiu del moviment guerriller carlí. Es publicaven suplements monogràfics sobre temes diversos. Al llarg de la seva publicació va mantenir fortes polèmiques amb la premsa monàrquica de Reus i Tarragona.

## Directors i equip de redacció
- Direcció: Josep Güell i Mercader (1868-1869) Bernardí Montiel, (1871-1874), tot i que el director efectiu seguia sent Güell i Mercader, Pere Pelfort (1874 i tercera època), Maurici Fius i Palà (tercera època)[5]
- Col·laboradors: Joaquim M. Bartrina, Josep Lletget, Teodor Salvadó, Joan Pellicer, Joan Sotorra, Pere Pelfort.[3]

## Localització
- Una col·lecció quasi completa a la Biblioteca Central Xavier Amorós de Reus.[8]
- A la Biblioteca del Centre de Lectura de Reus la primera època completa.[9]
- Alguns exemplars a l'Arxiu Històric de la Ciutat. Barcelona.[10]